# Поселичи (Хойникский район)
Поселичи (бел. Паселічы) — деревня в Хойникском районе Гомельской области Республики Беларусь. Административный центр Поселичского сельсовета.
На севере граничит с урочищем Каменная Гора.

## География

### Расположение
В 7 км на юго-восток от районного центра и железнодорожной станции Хойники (на ветке Василевичи — Хойники от линии Гомель — Калинковичи), в 110 км от Гомеля.

## Транспортная сеть
Транспортные связи по просёлочной, а затем автодорогам, которые отходят от Хойники. Планировка состоит из 2 параллельных между собой улиц, ориентированных с юго-запада на северо-восток. Застройка двусторонняя, преимущественно деревянная, усадебного типа. В 1986-87 годах построены кирпичные дома на 50 квартир, в которых разместились переселенцы из загрязнённых радиацией мест после катастрофы на Чернобыльской АЭС.

## История
По письменным источникам известна с 1581 года как слобода Поселичи в Остроглядовском имении Щастного Харлинского, размещалась в Киевском воеводстве Королевства Польского. С тех пор и до реформенного периода Поселичи принадлежали тем же владельцам что и Хойники с Остроглядами, т. е. после  Харлинских – Николаю Абрамовичу, Максимилиану Брозовскому, князьям Шуйским, семейству Прозоров. С 1793 года в составе Речицкого уезда Черниговского наместничества, с 1797 года Минской губернии Российской империи.
В 1879 году обозначена в числе селений Хойникского церковного прихода. Согласно переписи 1897 года действовали часовня, школа грамоты, хлебозапасный магазин. Рядом находился одноимённый фольварк.
С 8 декабря 1926 года центр Поселичского сельсовета Хойникского района Речицкого, с 9 июня 1927 года Гомельского (до 26 июля 1930 года) округов, с 20 февраля 1938 года Полесской, с 8 января 1934 года Гомельской областей.
В 1929 году организован колхоз «Третий год пятилетки», работала кузница. Действовала начальная школа. 60 жителей погибли на фронтах Великой Отечественной войны. Согласно переписи 1959 года центр колхоза «Рассвет». Расположены комбинат бытового обслуживания, базовая школа, Дом культуры, библиотека, детский сад, фельдшерско-акушерский пункт, ветеринарный участок, отделение связи, столовая, 3 магазина.
В состав Поселичского сельсовета до 1995 года входили деревня Горошков и посёлок Красный Пахарь (до 1920 года Двор), которые сейчас не существуют.

## Население

### Численность
2021 год — 78 хозяйств, 217 жителей

### Динамика
- 1850 год — 22 двора
- 1897 год — 396 жителей, 60 дворов (согласно переписи)
- 1930 год — 651 житель, 119 дворов
- 1959 год — 559 жителей (согласно переписи)
- 2004 год — 292 жителя, 105 хозяйств
- 2021 год — 217 жителей, 78 хозяйств

## Инфраструктура
- Поселичское лесничество ГЛХУ "Хойникский лесхоз"[1]

## Культура
- Музей ГУО "Поселичская средняя школа"

## Достопримечательность
- Памятник землякам, погибшим в годы Великой Отечественной войны. 24 ноября 2023 года памятник оцифрован в рамках реализации Международного историко-патриотического проекта "Цифровая звезда"[2].